# أمينة بطيش
أمينة بطيش (مواليد 14 ديسمبر 1987)، عداءة موانع جزائرية. حاصلة على ميدالية ذهبية 3 آلاف متر موانع في ألعاب البحر الأبيض المتوسط.

## وصلات خارجية
- أمينة بطيش على موقع الاتحاد الدولي لألعاب القوى (الإنجليزية)
- أمينة بطيش على موقع الدوري الماسي (الإنجليزية)
- أمينة بطيش على موقع اللجنة الأولمبية الدولية (الإنجليزية)
- أمينة بطيش على موقع أوليمبيديا (الإنجليزية)